# Бебленхайм
Бебленха́йм (фр. Beblenheim) — коммуна на северо-востоке Франции в регионе Гранд-Эст (бывший Эльзас — Шампань — Арденны — Лотарингия), департамент Верхний Рейн, округ Кольмар — Рибовилле, кантон Сент-Мари-о-Мин. До марта 2015 года коммуна административно входила в состав кантона Кайзерсберг (округ Рибовилле).

## Географическое положение
Коммуна расположена приблизительно в 380 км к востоку от Парижа, 60 км юго-западнее Страсбурга, 9 км к северу от Кольмара. Код INSEE коммуны 68023.
Площадь коммуны — 5,61 км², население — 954 человека (2006) с тенденцией к стабилизации: 984 человека (2012), плотность населения — 175,4 чел/км².

## Население
Численность населения коммуны в 2011 году составляла 978 человек, а в 2012 году — 984 человека.
| 1962 | 1968 | 1975 | 1982 | 1990 | 1999 | 2006 | 2007 | 2008 | 2011 | 2012 |
| ---- | ---- | ---- | ---- | ---- | ---- | ---- | ---- | ---- | ---- | ---- |
| 737  | 801  | 805  | 883  | 918  | 943  | 954  | 954  | 965  | 978  | 984  |

Динамика населения:

## Экономика
В 2007 году среди 603 человек в трудоспособном возрасте (15-64 лет) 435 были экономически активными, 168 — неактивными (показатель активности — 72,1 %, в 1999 году было 73,8 %). Из 435 активных работали 417 человек (216 мужчин и 201 женщина), безработных было 18 (8 мужчин и 10 женщин). Среди 168 неактивных 44 человека были учениками или студентами, 79 — пенсионерами, 45 были неактивными по другим причинам.

## Достопримечательности
- Храм Сен-Себастьен — памятник культурного наследия с 4 марта 1999 года[10].
- Церковь Сен-Мартен.
- Надгробия XV—XVII веков. Десять надгробий расположены перед храмом Сен-Себастьен. Исторический памятник с 16 июня 1993 года[11]
- Фонтан Сен-Никола (1500—1997). Выполнен в готическом стиле из жёлтого песчаника. В центре расположена колонна со статуей Св. Николая. В конце 1944 года фонтан был повреждён в результате бомбардировок. В 1997 году фонтан был восстановлен по старым чертежам. Исторический памятник с 16 июня 1993 года[12].
- Солнечные часы (1877) на фасаде винодельни.
- Здание мэрии XVIII века — памятник культурного наследия с 4 марта 1999 года[13].
- Памятник Жану Масе (1815—1894), организатору «Общества коммунальных библиотек Верхнего Рейна» (1863).
- Памятник Шретьену Оберлену[фр.].

## Фотогалерея

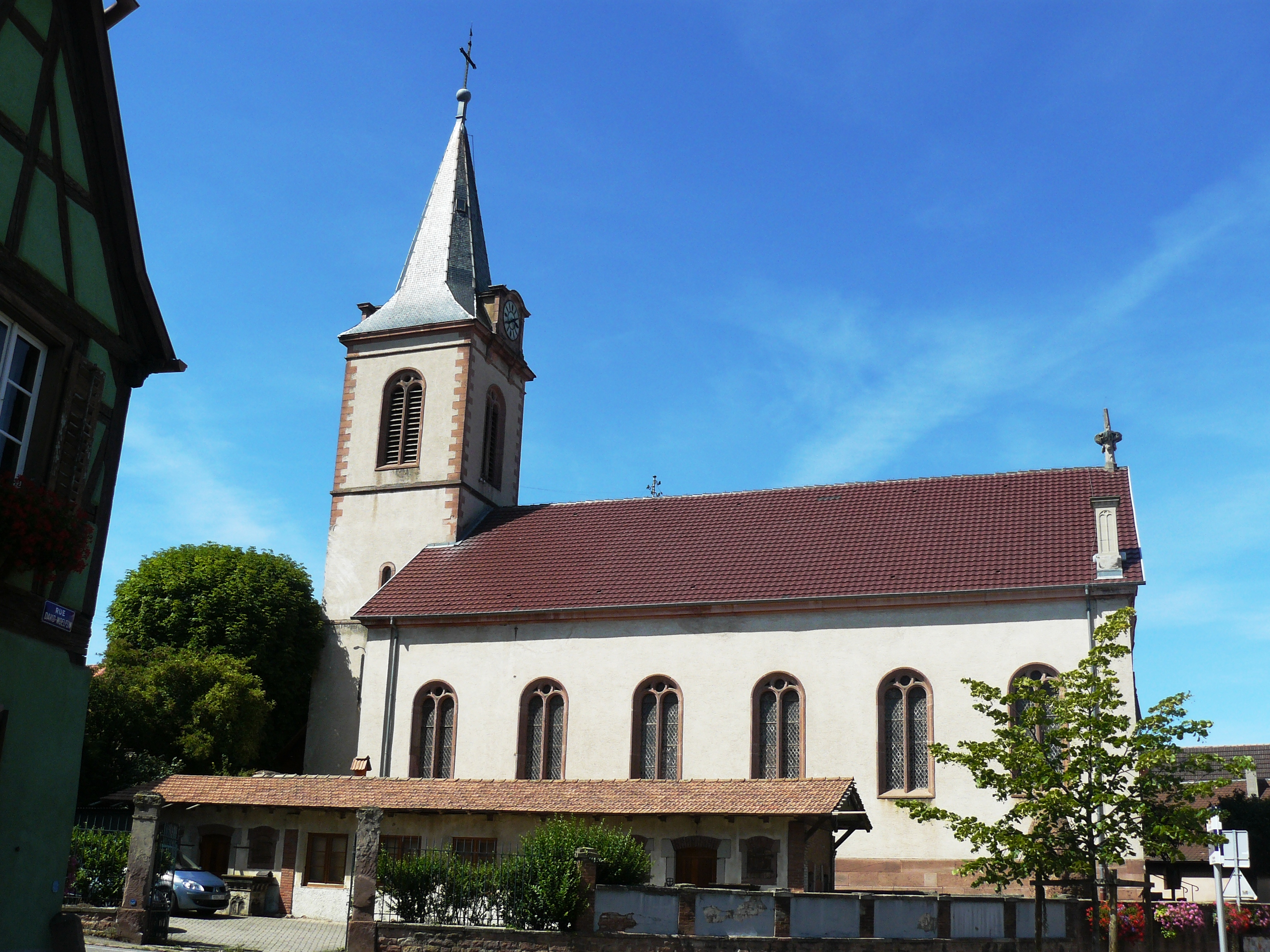
Храм Сен-Себастьен
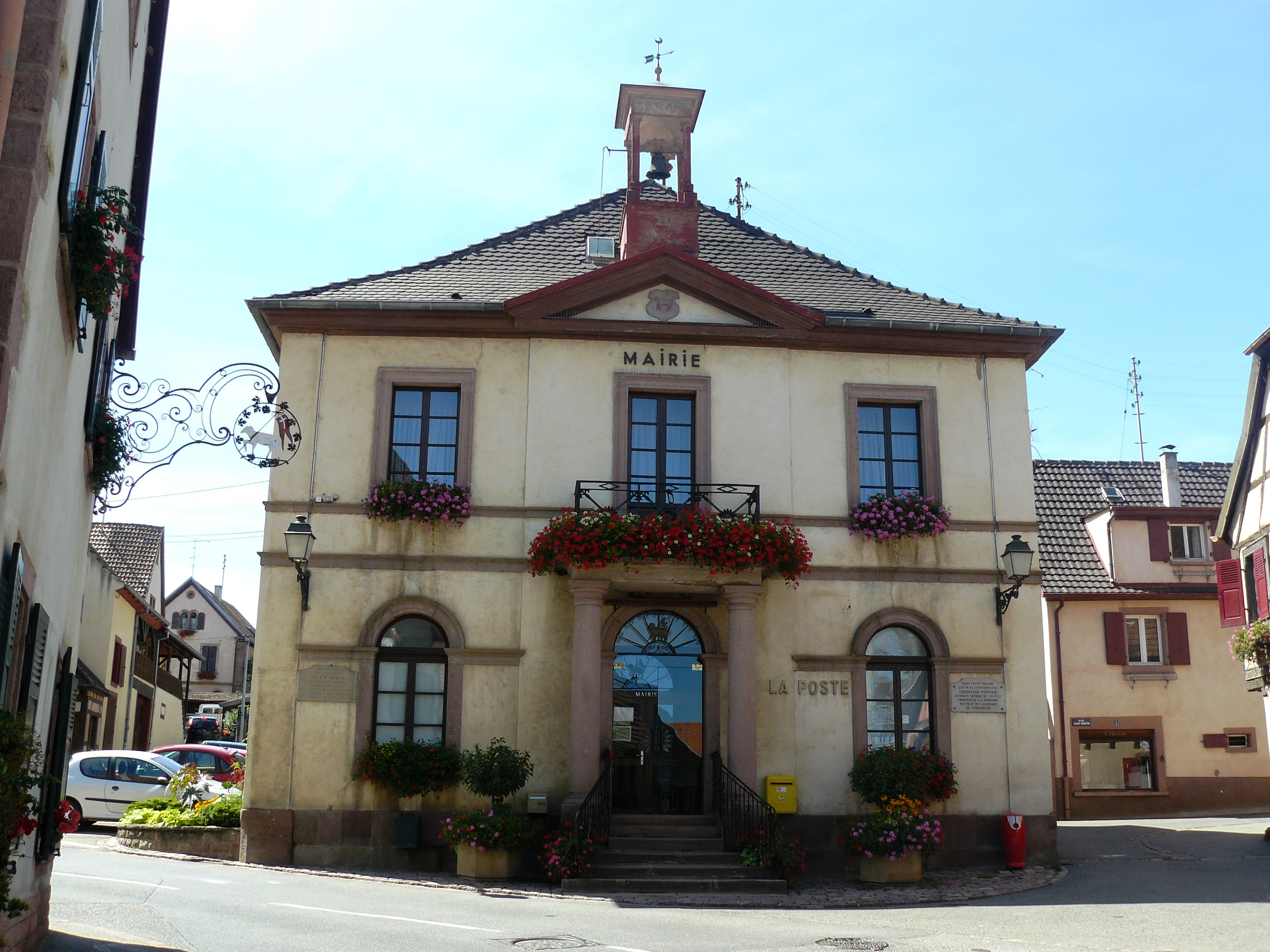
Мэрия
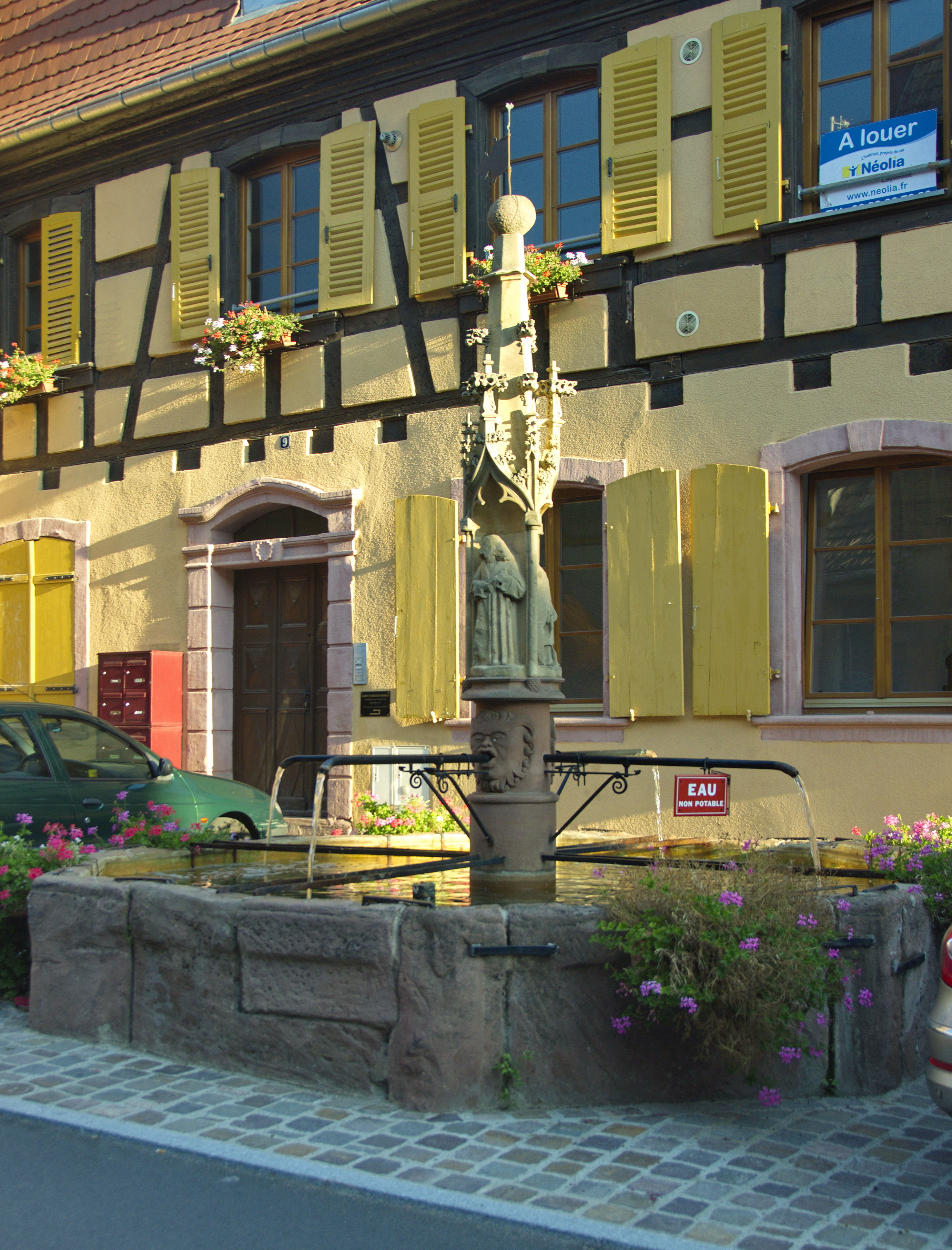
Фонтан
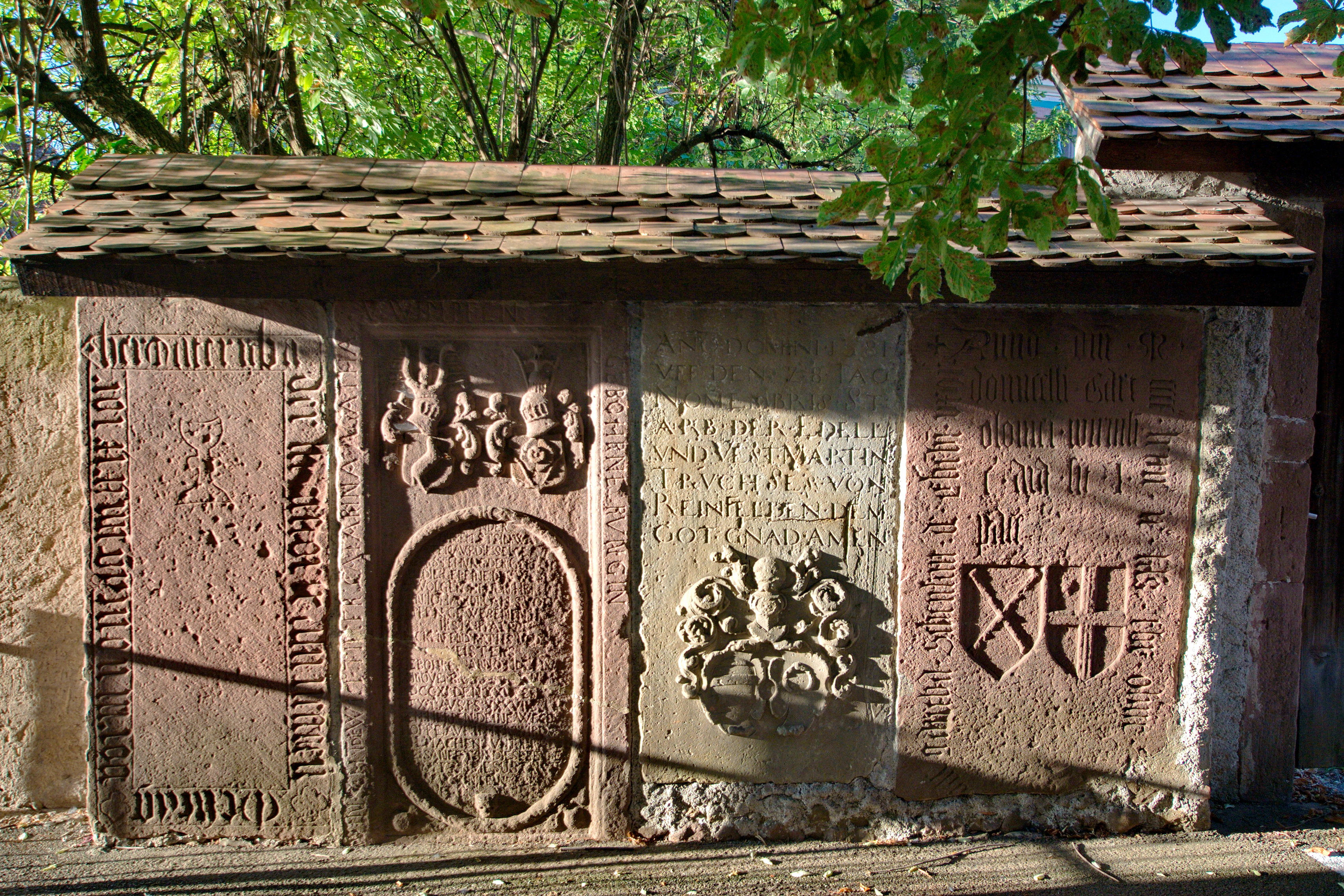
Надгробия